# Hypnale zara
Espèce
Synonymes
- Trigonocephalus zara Gray, 1849

Hypnale zara est une espèce de serpents de la famille des Viperidae.

## Répartition
Cette espèce est endémique du Sri Lanka.

## Description
C'est un serpent venimeux.

## Publication originale
- Gray, 1849 : Catalogue of the specimens of snakes in the collection of the British Museum, London, p. 1-125 (texte intégral).